# Pál Kovács (Fechter)

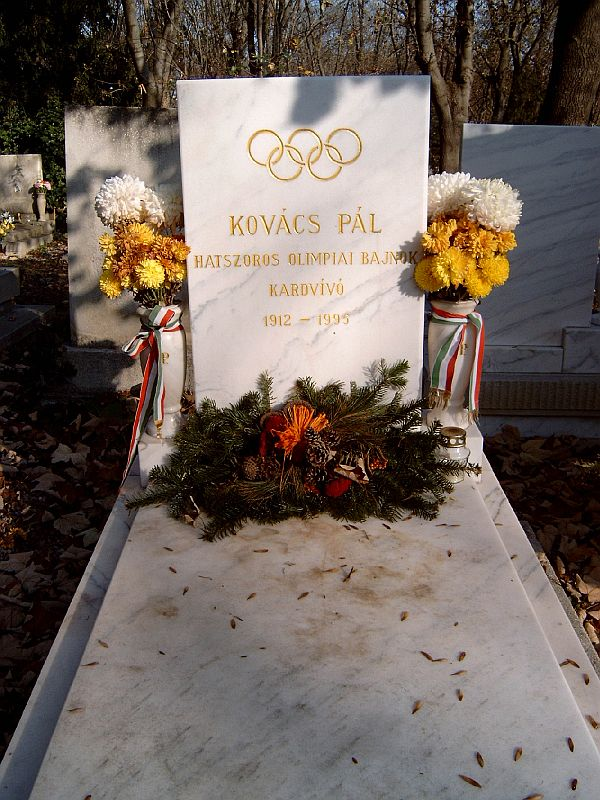
Bild des Grabes von Pál Kovács

Pál Ádám Kovács [ˈpaːl ˈaːdaːm ˈkovaːʧ] (* 17. Juli 1912 in Debrecen; † 8. Juli 1995 in Budapest) war ein ungarischer Säbelfechter.
Zu Beginn seiner sportlichen Laufbahn war Kovács als Hochspringer aktiv, wechselte aber dann zum Fechtsport.
Pál Kovács nahm 1936 erstmals an Olympischen Spielen teil und gewann mit der Mannschaft der ungarischen Säbelfechter seine erste olympische Goldmedaille. Diesen Erfolg mit der Mannschaft wiederholte er 1948, 1952, 1956 und 1960.
Im Einzelwettbewerb gewann er 1948 Bronze und 1952 Gold. Mit sechs olympischen Goldmedaillen gehört Kovács zu den erfolgreichsten Sportlern der olympischen Geschichte. Wie bei seinem Mannschaftskollegen Aladár Gerevich ist auch bei Kovács die lange Erfolgsserie umso erstaunlicher, als 1940 und 1944 die Olympischen Spiele wegen des Zweiten Weltkriegs ausfielen.
Kovács war außerdem siebenfacher Weltmeister mit der Mannschaft, 1937 und 1953 gewann er den Titel im Einzelwettbewerb, 1951 und 1954 war er Zweiter.
Nach seiner Karriere war er Präsident des ungarischen Fechtverbandes, später Vizepräsident des internationalen Fechtverbandes (FIE).
Sein Sohn Attila Kovács (1939–2010) war Mitglied der ungarischen Säbelfechtermannschaft bei den Olympischen Spielen 1964. Diese Mannschaft konnte nach dem Rücktritt von Aladár Gerevich, Rudolf Kárpáti und Pál Kovács die lange Erfolgsserie im Mannschaftswettbewerb nicht fortsetzen. Sein zweiter Sohn Tamás Kovács (* 1943) gewann bei den Olympischen Spielen 1968 und 1972 jeweils Bronze im Mannschaftswettbewerb. 1972 gehörte auch Pál Gerevich, der Sohn von Aladár, zum ungarischen Team.